# Pustkowie (jezioro)
Pustkowie – jezioro w woj. wielkopolskim, w powiecie chodzieskim, w gminie Szamocin, leżące na terenie Pojezierza Chodzieskiego.

## Dane morfometryczne
Powierzchnia zwierciadła wody według różnych źródeł wynosi od 2,2 ha do 2,45 ha (lustra wody i ogólna).
Zwierciadło wody położone jest na wysokości 69,5 m n.p.m.

## Hydronimia
Według spisu opracowanego przez Komisję Nazw Miejscowości i Obiektów Fizjograficznych (KNMiOF) nazwa tego jeziora to Pustkowie.
Dane z państwowego rejestru nazw geograficznych podają taką samą zestandaryzowaną nazwę tego jeziora i nie podają żadnych nazw obocznych.